# 三田英彬
三田 英彬（みた ひであき、1933年8月23日 - 2004年7月16日）は、日本のノンフィクション作家、文芸評論家。日本文藝家協会会員、日本推理作家協会会員。

## 人物
北海道函館市生まれ。
横浜市立大学文理学部卒業。慶應義塾大学大学院文学研究科修士課程修了。
学研編集部勤務を経てフリーライターとなり、文芸評論、近代文学研究などに従事。
1970年7月、小説「サバンナに燃ゆ」が小学館主催の第1回小説セブン新人賞最終候補となっている。『北方領土・悲しみの島々』『戦後 幻のドン』『棄てられた四万三千人』などのノンフィクションを刊行。1977年、第1回「週刊読売」ノンフィクション賞に入選。
1983年、上田女子短期大学教授。1990年、湘南短期大学教授。
1992年、『芸術とは無慚なもの 評伝・鶴岡政男』でドゥマゴ文学賞受賞（第2回・選考は吉本隆明）。
1994年、大正大学文学部教授。
2000年6月、「反近代の文学 - 泉鏡花・川端康成」で博士（文学）（大正大学、乙第46号）授与。
2004年3月、大正大学を定年退職。同年7月16日、突発性間質性肺炎のため死去。享年70歳。

## 著書
- 『北方領土 悲しみの島々』（講談社） 1973
- 『泉鏡花の文学』（桜楓社、近代の文学） 1976
- 『戦後 幻のドン』（現代評論社） 1979.6
- 『早稲田・慶応どちらが損か得か』（山手書房） 1980.2
- 『棄てられた四万三千人』（三一書房） 1981.4
- 『ユーモアのない人は成功しない 人間関係を180度変えよう』（日新報道） 1983.8
- 『老境をゆたかに 文学にみる老人像』（時事通信社） 1983.7
- 『間違えると恥をかく“ことわざ"常識の本 あなたの知性は3倍豊かになる』（文化創作出版、マイ・ブック） 1984.4
- 『誰も知らなかった"タブー"の本 思わずドキッとする「言い伝え」の妙』（文化創作出版、マイ・ブック） 1986.9
- 『異端・放浪・夭逝の画家たち』（ブレーン出版） 1989.7
- 『芸術とは無慚なもの 評伝・鶴岡政男』（山手書房新社） 1991.12
- 『ユーモアとジョークがよく身につく 人生を面白く生き、人間関係を滑らかにする技術』（日本実業出版社、エスカルゴ・ブックス） 1993.5
- 『忘却の島サハリン 北方異民の「いま」を紀行する』（山手書房新社） 1994.5
- 『作家の死を読む 明治・大正・昭和の 人生の終局に臨むそれぞれの生き方』（日新報道） 1995.5
- 『泉鏡花』（編、国書刊行会、日本文学研究大成） 1996.3
- 『反近代の文学 泉鏡花・川端康成』（おうふう） 1999.5
- 『青函隧道』 (小学館ライブラリー) 1999.4
- 『<評伝>竹久夢二 時代に逆らった詩人画家』（芸術新聞社） 2000.5
- 『菜の花畑に入り日うすれ 童謡詩人としての高野辰之』（理論社） 2002.5

## 参考
- 「忘れていた日本の懐かし言葉」- 著者紹介紀伊國屋書店bookweb 2012年3月5日閲覧。